# Amorphea
Amorphea – takson zaproponowany po raz pierwszy w 2012 roku przez Adla i innych. Ma on zastąpić niesklasyfikowany takson Unikonta zaproponowany przez Cavalier-Smitha.
Zawiera on następujące supergrupy:
- Opisthokonta
- Amoebozoa

oraz:
- - Apusomonadida
  - Breviata
  - Subulatomonas

i być może:
- -     - Ancyromonadida
    - Mantamonas

Według ujęcia zaproponowanego przez Browna i in. Amorphea dzielą się na Amoebozoa i Obazoa. Podobne stanowisko przyjęto w pracy Adla i in. z początku 2019, przy czym oprócz tych dwóch grup wyróżniona jest trzecia o randze rzędu incertae sedis określona akronimem CRuMs, obejmująca rodzaj Mantamonas i rodziny Collodictyonidae i Rigifilida. Amorphea są wówczas jedną z dwóch linii eukariontów obok Diaphoretickes. 